# Жовтковий мішок

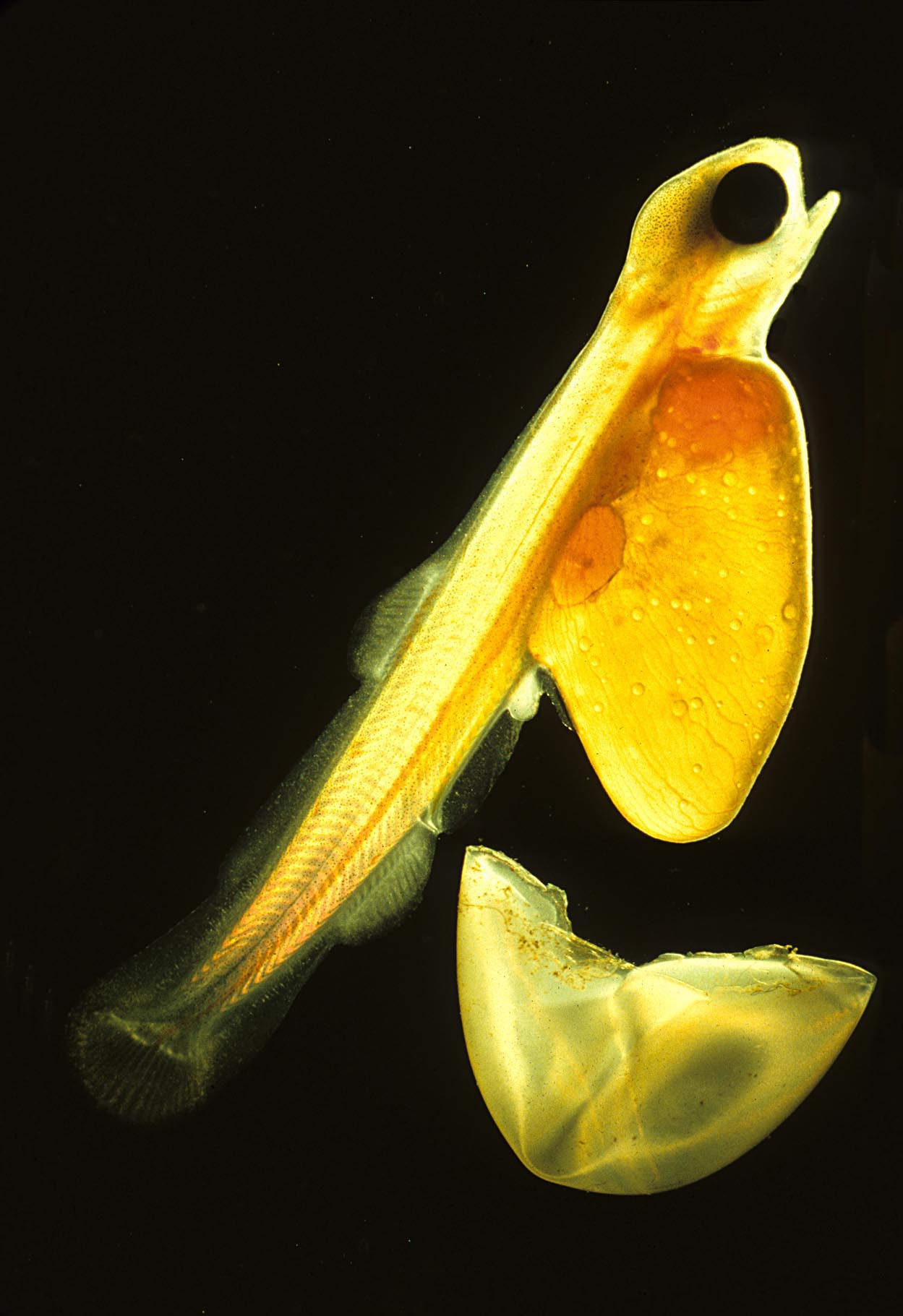
Жовтковий мішок у сьомги (Salmo salar)

Жовтковий мішок (лат. saccus vitellinus) — орган живлення, дихання і кровотворення зародків головоногих молюсків, хрящових і костистих риб, плазунів, птахів та ссавців. З'єднаний з порожниною первинної кишки жовтковою протокою.
Жовтковий мішок виникає на ранніх стадіях зародкового розвитку, звичайно, шляхом обростання жовтка ентодермою і вісцеральним листком бокових пластинок і являє собою виріст середнього відділу первинної кишки. У стінці жовткового мішка утворюються клітини крові і кровоносні судини, які забезпечують перенесення поживних речовин до зародка та його дихання. З розвитком зародка розміри жовткового мішка скорочуються, його порожнина зменшується. Він або поступово втягується в порожнину тіла і резорбується, або відокремлюється від тіла.

## Додаткові зображення

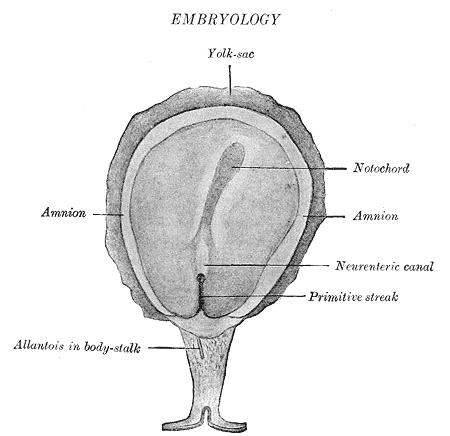
Вигляд ембріона Hylobates concolor.
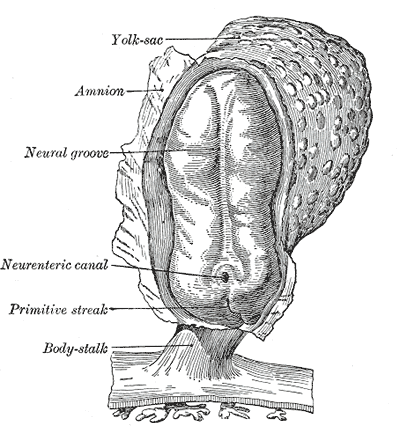
Людський ембріон довжиною 2 мм. Дорсальний вид через розкритий аміон.
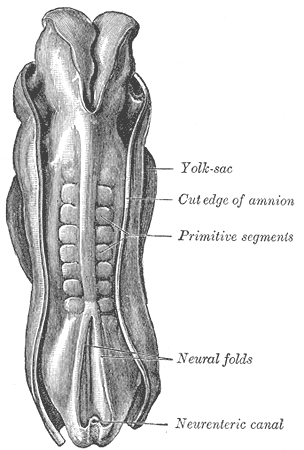
Дорсальна сторона людського ембріона 2.11 мм завдовжки.
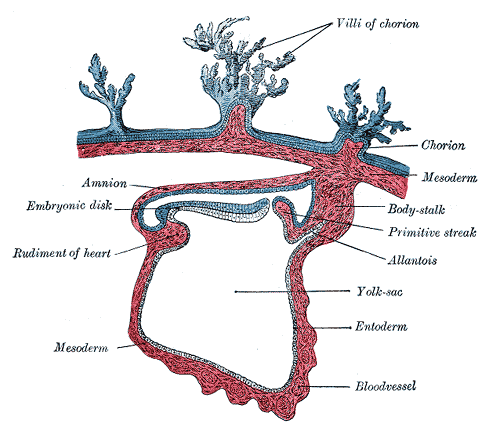
Розріз ембріона.
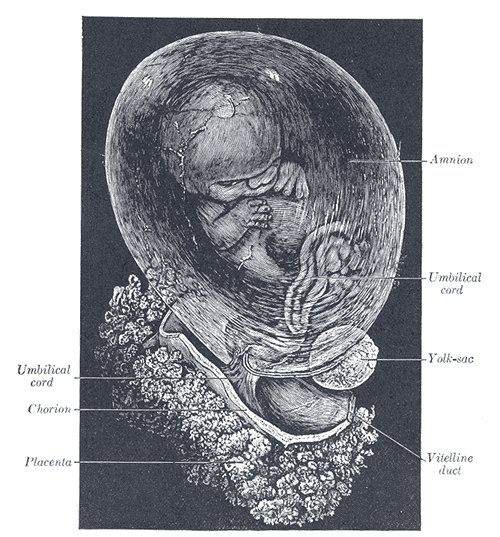
Зародок близько восьми тижнів усередині аміона. Збільшений трохи більше, ніж удвічі.
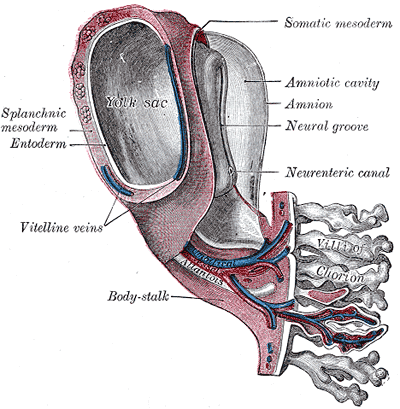
Модель людського ембріона 1.3 мм завдовжки.
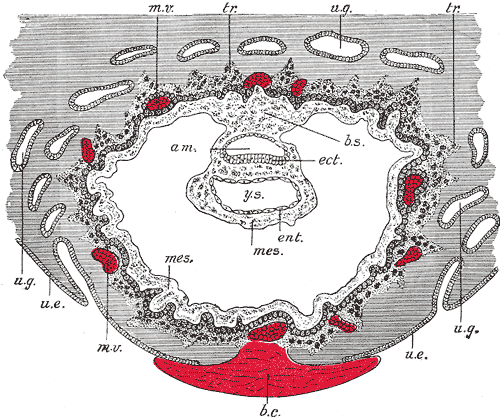
Розріз яйцеклітини.
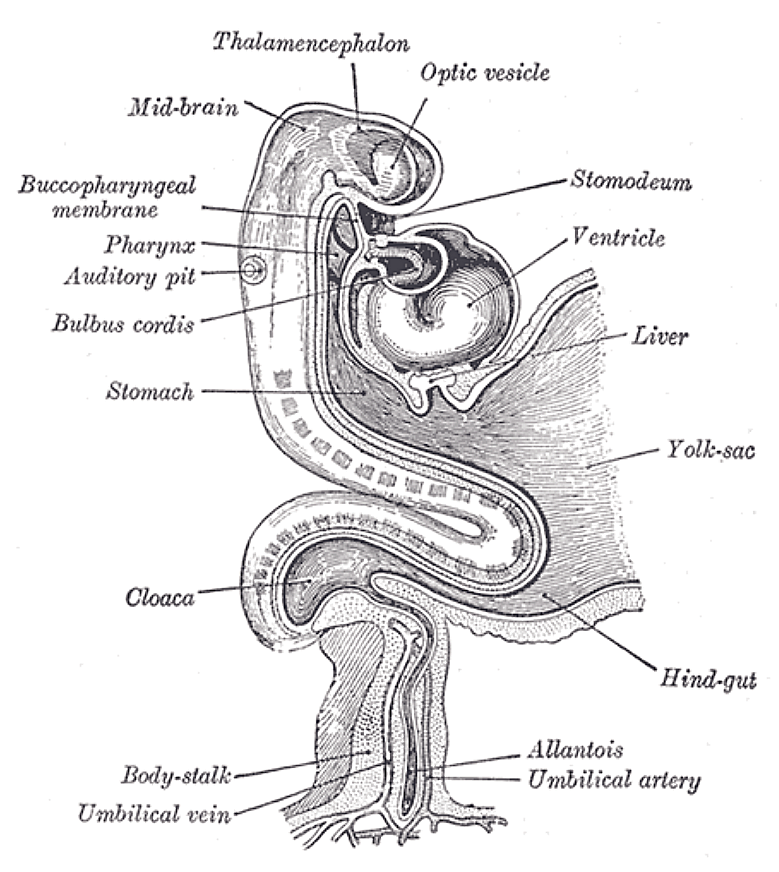
П'ятнадцятиденний людський ембріон (вік приблизний). Мозок і серце розташовані з правого боку. Травна трубка і жовтковий мішок в середній секції.